# Plectosphaerellaceae
Plectosphaerellaceae W. Gams, Summerb. & Zare – rodzina grzybów z klasy Sordariomycetes.

## Charakterystyka
Do rodziny Plectosphaerellaceae należą liczne rodzaje będące patogenami roślin i grzybów glebowych. Owocniki w postaci perytecjum lub klejstotecjum, pojedynczo lub w grupach, na powierzchni porażonego organizmu, lub zagłębione w jego tkankach, kuliste lub gruszkowate, brązowe do ciemnobrązowych, z jaśniejszą i wydłużoną szyją, ze szczecinami wokół nasady lub bez. Ściana wielowarstwowa o teksturze wielokątnej. Parafizy widoczne w młodych owocnikach, lub ich brak. Worki unitunikowe, cylindryczne, lub maczugowate, cienkościenne, bez różnicowania wierzchołkowego, 8-zarodnikowe. Askospory elipsoidalne lub jajowate, 1- lub 2-komórkowe, szkliste lub jasnobrązowe, gładkie do lekko brodawkowatych. Konidiom, jeśli występuje, ma postać koremium (synnema), sporodochium lub acerwulusu. Konidiofory proste lub rozgałęzione. Komórki konidiogenne enteroblastyczne, mono- lub polifialidowe. Konidia o różnym kształcie, 1- lub 2-komórkowe, szkliste lub pigmentowane, ułożone w oślizgłe główki lub łańcuchy. Niektóre gatunki tworzą chlamydospory i mikrosklerocja.

## Systematyka
Pozycja w klasyfikacji według Index Fungorum: Plectosphaerellaceae, Glomerellales, Hypocreomycetidae, Sordariomycetes, Pezizomycotina, Ascomycota, Fungi.
Taxon ten do systematyki grzybów wprowadzili w 2007 r. Walter Gams, Richard Summerb i Rasoul Zare. Koncepcję rodziny oparli się na holomorficznym gatunku Plectosphaerella cucumerina, który wytwarza perytecja z wydłużonymi szyjami. Bezpłciowe morfy opisano jako fialidyczne z mononematycznymi konidioforami. Jednak od czasu wprowadzenia Sodiomyces, które tworzą klejstotecja, oraz Lectera który wytwarza konidiomy, diagnoza taksonomiczna rodziny musiała zostać poszerzona.
Według aktualizowanej klasyfikacji Index Fungorum bazującej na Dictionary of the Fungi do rodziny Plectosphaerellaceae należą rodzaje:
- Acremoniisimulans Tibpromma & K.D. Hyde 2018
- Brunneochlamydosporium Giraldo López & Crous 2018
- Brunneomyces A. Giraldo, Gené & Guarro 2017
- Chlamydosporiella Giraldo López & Crous 2018
- Chordomyces Bilanenko, Georgieva & Grum-Grzhim. 2015
- Furcasterigmium Giraldo López & Crous 2018
- Fuscohypha Giraldo López & Crous 2018
- Gibellulopsis Bat. & H. Maia 1959
- Lectera P.F. Cannon 2012
- Longitudinalis Tibpromma & K.D. Hyde 2017
- Musicillium Zare & W. Gams 2007
- Musidium Giraldo López & Crous 2018
- Nigrocephalum Giraldo López & Crous 2018
- Paragibellulopsis Giraldo López & Crous 2018
- Paramusicillium Giraldo López & Crous 2018
- Phialoparvum Giraldo López & Crous 2018
- Plectosphaerella Kleb. 1929
- Plectosporium M.E. Palm, W. Gams & Nirenberg 1995
- Sayamraella Giraldo López & Crous 2018
- Sodiomyces Grum-Grzhim., Debets & Bilanenko ex S.A. Bondarenko, Grum-Grzhim., Debets & Bilanenko 2015
- Sodiomyces A.A. Grum-Grzhim., Debets & Bilanenko 2019
- Spermosporina U. Braun 1993
- Summerbellia Giraldo López & Crous 2018
- Theobromium Giraldo López & Crous 2018
- Verticillium Nees 1816
- Xenoplectosphaerella Jayaward., Phukhams. & K.D. Hyde 2020